# فيل روبسون
فيل روبسون (بالإنجليزية: Phil Robson)‏ هو ملحن بريطاني، ولد في 1970 في دربي في المملكة المتحدة.

## وصلات خارجية
- فيل روبسون على موقع ميوزك برينز (الإنجليزية)
- فيل روبسون على موقع أول ميوزيك (الإنجليزية)
- فيل روبسون على موقع ديسكوغز (الإنجليزية)